# Pedro Narciso Arata
Pedro Narciso Arata (Buenos Aires, Argentina, 29 de octubre de 1849 - Buenos Aires, 5 de noviembre de 1922) fue un farmacéutico, químico, profesor universitario y médico argentino.
Hijo de Nicolás Arata (otras fuentes hablan de Giuseppe un teniente cura de Garibaldi) de nacionalidad italiana, y de Emilia Unzué (en el Acta de nacimiento de Pedro figura como dato falso "... Dominga Estévez), de nacionalidad argentina. En 1874, comenzó los estudios universitarios en la Facultad de Ciencias Médicas donde estudio para farmacéutico. Se graduó de licenciado en Farmacia en 1872. Al mismo tiempo comenzó a estudiar en la Facultad de Ciencias Médicas, graduándose como médico en 1879, con una tesis donde desarrollaba un estudio químico de las plantas.
Se casó en 1874, con Catalina Carlevarino, teniendo a Julio César (1881-1943), y a Tito Lucrecio (1882-1957).

## Sus labores
Pedro Narciso Arata, en 1870, trabajaba como suplente en la Cátedra de Química del Departamento de Estudios Preparatorios.
En 1875 es titular de Química Orgánica en la Facultad de Ciencias Físico Naturales.
En 1888 pasa a ser profesor de química en la Facultad de Medicina.
En 1890 introduce la fotografía en la Argentina. Según se cuenta el Doctor recibió la oferta de un librero alemán por un conjunto de documentos que habían pertenecido al sabio francés François Arago. Entre ellos, había dos cartas de Niépce a Daguerre y tres documentos (fotografías) legales vinculándolos en la investigación de la fijación de imágenes. Arata comprendió la importancia de los mismos y los encargó inmediatamente. El resto de los documentos fueron pedidos por ciertos individuos anónimos ubicados en Rusia.
Su actuación profesional la desarrolló en la Oficina de Patentes de Invención, en el Consejo de Higiene y en la Oficina Química Municipal, que dirigió desde 1883 hasta 1911.

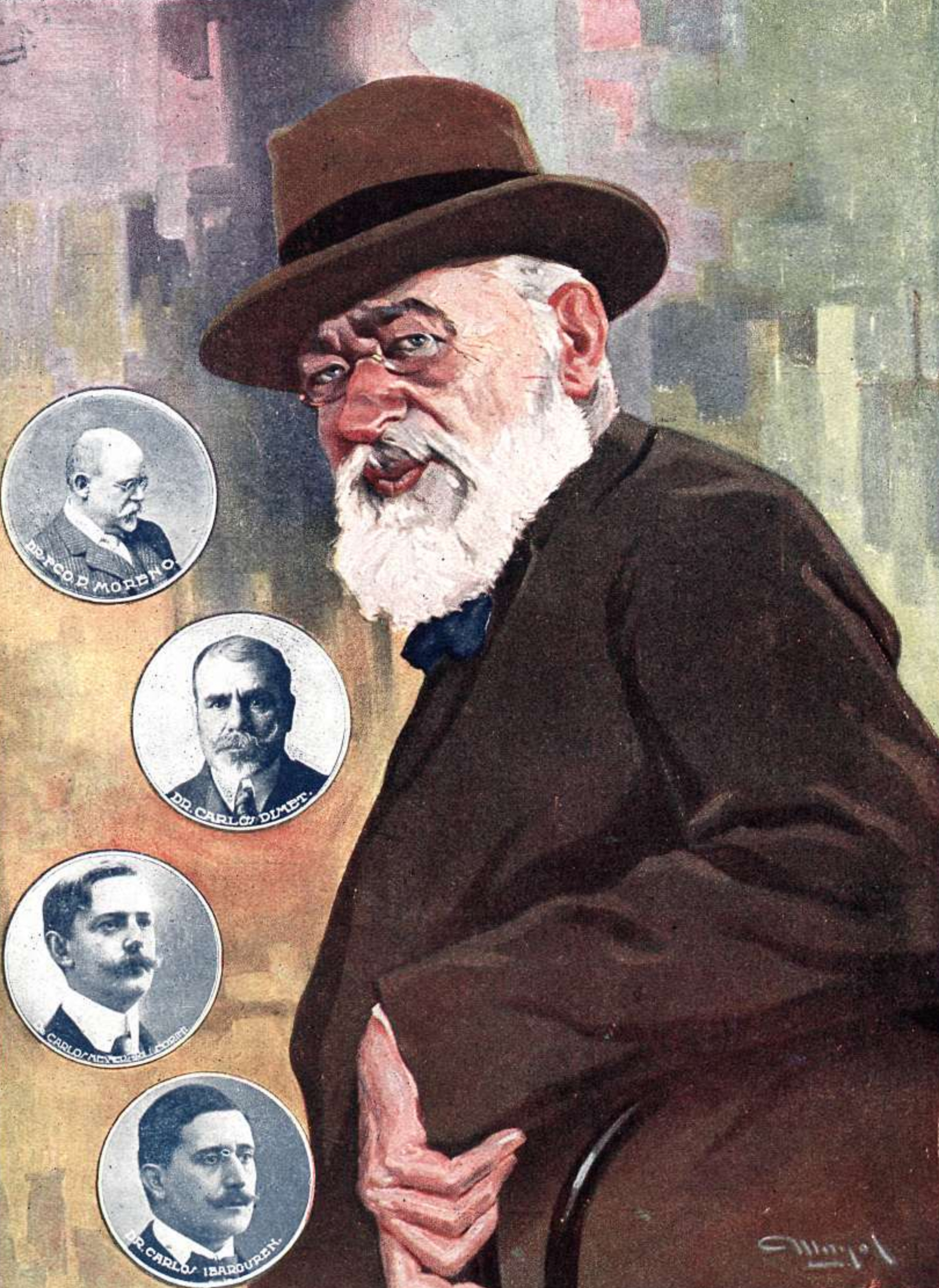
Retratado por Mayol en la revista Caras y Caretas (1913)

En 1903, fue nombrado director general de Agricultura, por el ministro Wenceslao Escalante. Por decreto del presidente Julio Argentino Roca, el 19 de agosto de 1904 fue creado el Instituto Superior de Agronomía y Veterinaria (hoy facultades de Agronomía y Ciencias Veterinarias de la Universidad de Buenos Aires) y designado Pedro Arata como su Rector, dejándolo a cargo de la construcción de la infraestructura necesaria, la contratación del personal docente y no docente, gestione el papeleo necesario para la construcción de una parada de ferrocarril para favorecer el transporte a los alumnos y docentes, etc.
En 1909 el Instituto Superior fue agregado a la Universidad de Buenos Aires como una nueva facultad. En 1911 renuncia a su cargo de decano y también a las cátedras de Química en Medicina.
Entre sus alumnos figura Bernardo Houssay a quien ayudó en su posicionamiento docente y profesional. 
Se lo designa presidente del Consejo Nacional de Educación (hasta 1916) y profesor honorario de la Facultad de Ciencias Médicas.
Fue miembro de la Academia Nacional de Agronomía y Veterinaria y presidió dos años la Academia Nacional de Medicina.

## Su final
Pedro Arata falleció el 5 de noviembre de 1922. Su figura es permanentemente recordada en la Facultad de Agronomía de la UBA. Fue un bibliófilo (llegó a reunir una colección de casi 60 mil obras, muchas de las cuales forman hoy parte del patrimonio de la Facultad de Agronomía). Sus restos descansan en el Cementerio de la Recoleta.

## Honores

### Membresías
- miembro académico de las Facultades de Ciencias Exactas, de Ciencias Médicas y de Agronomía y Veterinaria
- miembro de institutos científicos de Madrid, Roma, Berlín, Santiago de Chile y París[5]

### Eponimia
- Instituto de Química y del Pabellón donde dictó sus primeras clases
- Estación Arata del Ferrocarril Urquiza, sobre la Avenida Chorroarín; de la biblioteca que guarda sus propios libros y de la avenida de las casuarinas que él mismo plantó[6]
- Estación Arata del Ferrocarril Domingo Faustino Sarmiento en la provincia de La Pampa.

## Libros del autor
1. Apuntes de química del Dr. Pedro N. Arata. La Plata: Museo de La Plata, 1893. 3 vol.: ill.; in-8. Biblioteca de educación del Museo de La Plata
  1. 1. Química general; 2. Química orgánica: introducción y série grassa; 3. Química orgánica: compuestos cíclicos y no seriados

## Fuente
- https://web.archive.org/web/20080929080230/http://www.anav.org.ar/bios3.php?id_miembro=6
- https://web.archive.org/web/20080303115432/http://www.planetariogalilei.com.ar/ameghino/biografias/arat.htm
- http://www.culturaapicola.com.ar/wiki/index.php/Pedro_Narciso_Arata (enlace roto disponible en Internet Archive; véase el historial, la primera versión y la última).